# 大白岸水库
大白岸水库是中国浙江省丽水市龙泉市境内的一座水库，位于龙泉大溪支流雁川溪上，建于1967年。水库正常库容为1190万立方米，集雨面积为150平方千米，海拔为213米。